# サクラの秘事
『サクラの秘事』（さくらのひめごと）は、萩尾彬による日本の少女漫画作品。『LaLa』2011年5月号（白泉社）に読み切りとして掲載後、『LaLa DX』2011年11月号－2013年5月号連載。単行本は全2巻。

## あらすじ
元華族の血を引き、政財界に影響力を持つ祖父の下で育ったお嬢様の葵。ところがある日帰宅をしたら、家財は祖父の借金により全て差し押さえられ、祖父は雲隠れ状態。しかも取り立てをしていたのは、帰国子女の編入生でクラスに馴染んでいない同級生の慧だった。
慧から今後について相談くらいは乗ると言われ、葵は愛犬のサクラを飼って欲しいと頼む。それに対する慧の返事は、葵とサクラをペットとして引き取るというものだった。果たして、生まれも育ちも全く違う慧と葵のご主人様とペットの生活が始まったが・・・？トップシークレットロマンス。

## 登場人物
成之宮 葵（なりのみや あおい）
元華族の血と引く箱入りお嬢様。名家の子息や令嬢がいる高校に通う。幼い頃に父親を亡くし、母親と別れて祖父の下で育つ。祖父の借金のカタに愛犬サクラと共に慧のマンションにペットとして引き取られ、至れり尽くせりのペット生活を送ることになる。ちなみに葵は、慧曰く「血統書付きの黒猫」。
長い黒髪と黒目を持つ美少女。世間知らずだが、真面目で心優しい性格をしている。家事能力は皆無。
母親との別れを「捨てられた」と認識しており、自分を価値の無い人間だと思い込んでいる。誰かに必要とされることを強く望んでいる。
サクラ
両親が健在だった頃に、葵が桜の木の下で拾った犬。オレンジの毛色をした大型犬。人間大好き故に番犬には向かないが、穏やかな気性をしている。慧にもすぐに懐く。
葛城 慧（かつらぎ けい）
春先に葵のクラスに編入してきた男子生徒。葵とサクラを引き取ったご主人様。オレンジ色の髪にピアスという外見、更に本人の性格により、クラスに馴染めず学校では一人でいることが多い。葵とも学校内では視線を合わせず、挨拶すらしない。成績は優秀で、家では葵に勉強を教えている。
出生に複雑な事情があり、両親が日本人であるにもかかわらず明らかに異国の血を引く外見をしていることから、幼い頃より周囲の大人から奇異な視線を受けることが多かった。
北條 薫（ほうじょう かおる）
葵の通う高校に赴任してきた校医。27歳。柔らかな物腰の美青年で女生徒から人気がある。
北條家は成之宮家の分家筋にあたり、葵とははとこの間柄で昔から葵に好意を持っている。葵の祖父と北條家が勝手に決めた葵の婚約者。
慧の策略により、葵には「慧の恋人」と認識されている。葵の現状を知り一時は慧の下から連れ出すが、自己管理能力の無い葵が倒れたことで、当面は葵と慧の同居を黙認することにした。
西薗寺 匠（さいおんじ たくみ）
葵達の通う学校の中等部3年に編入してきた男子生徒。初対面の葵に対し公衆の面前で告白するも、告白だと気付かなかった葵にバッサリ振られる。その後も人懐こい弟キャラで葵に近づくが、葵にはっきり交際を断られると、慧との秘密の関係をネタに葵を脅す。

## 書誌情報
- 萩尾彬 『サクラの秘事』 白泉社〈花とゆめコミックス〉全2巻
  1. 2012年5月2日発売 ISBN 978-4-592-19398-2
  2. 2013年8月5日発売 ISBN 978-4-592-19399-9